# 李家寨镇
李家寨镇，是中华人民共和国河南省信阳市浉河区下辖的一个乡镇级行政单位。

## 行政区划
李家寨镇下辖以下地区：
老街社区、鸡公山南北街社区、龙泉寺村、谢桥村、大王村、中茶村、旗杆村、黄湾村、老湾村、万冲村、台子畈村、新街村、清水村、水口庙村、杨岗村、武胜关村、新店村、老门村、马河村和南田村。

## 交通
- 京广铁路：李家寨站